# Wskaźnik Lee
Wskaźnik Lee in. zrewidowany wskaźnik ryzyka sercowego, skorygowany wskaźnik sercowy, zmodyfikowany wskaźnik Goldmana – skala oceny służąca do przewidywania ryzyka powikłań sercowych przed operacjami niekardiochirurgicznymi.
Wskaźnik Lee pozwala oszacować ryzyko okołooperacyjnego wystąpienia nagłego zatrzymania krążenia, migotania komór, zawału mięśnia sercowego obrzęku płuc oraz całkowitego bloku przewodzenia. Został opracowany w 1999 roku przez zespół pod kierownictwem amerykańskiego lekarza Thomasa Lee. Użycie wskaźnika Lee w wytycznych Europejskiego Towarzystwa Kardiologicznego (ESC) i Europejskiego Towarzystwa Anestezjologicznego zostało uznane za zalecane (klasa I – dowody z badań naukowych lub powszechna zgodność opinii, że dane leczenie lub zabieg są korzystne, przydatne, skuteczne) i mające poziom wiarygodności danych B (dane pochodzące z jednej randomizowanej próby klinicznej lub dużych badań nierandomizowanych).

## Wskaźnik Lee
| Objawy                                                                                       | Punkty |
| -------------------------------------------------------------------------------------------- | ------ |
| choroba niedokrwienna serca                                                                  | 1      |
| przebyty zawał mięśnia sercowego                                                             | 1      |
| niewydolność serca                                                                           | 1      |
| przebyty udar mózgu przebyty przemijający atak niedokrwienny                                 | 1      |
| przewlekła choroba nerek (kreatynina >2 mg% (>170 µmol/l) lub klirens kreatyniny <60 ml/min) | 1      |
| cukrzyca wymagająca stosowania insuliny                                                      | 1      |

W wytycznych Europejskiego Towarzystwa Kardiologicznego (ESC) i Europejskiego Towarzystwa Anestezjologicznego (ESA) dodano w 2014 roku kolejny punkt za ryzyko związane z ryzykiem związanym z rodzajem zabiegu.
W wytycznych American Heart Association (AHA) oraz American College of Cardiology (ACC) wprowadzono rozpoznanie cukrzycy, niezależnie od stosowanego leczenia.

## Interpretacja
Wynik uzyskuje się po zsumowaniu punktów i jego interpretacja jest następująca
| Punkty | Ryzyko               |
| ------ | -------------------- |
| 0      | bardzo niskie – 0,4% |
| 1      | niskie – 0,9%        |
| 2      | umiarkowane – 7%     |
| ≥3     | wysokie – >11%       |

Pacjenci, którzy w skali Lee uzyskali ≥3 pkt., wymagają bezwzględnie poszerzonej diagnostyki kardiologicznej przed planowanym zabiegiem wysokiego ryzyka.